# الساندرو بیانکونی
الساندرو بیانکونی (انگلیسی: Alessandro Bianconi؛ زادهٔ ۲۰ ژانویهٔ ۱۹۹۹) بازیکن فوتبال است.
از باشگاه‌هایی که در آن بازی کرده‌است می‌توان به باشگاه فوتبال بولونیا اشاره کرد.
وی همچنین در تیم ملی فوتبال زیر ۱۸ سال ایتالیا بازی کرده‌است.